# Handebol nos Jogos Olímpicos de Verão de 2024
Os torneios de handebol nos Jogos Olímpicos de Verão de 2024 foram realizados entre 25 de julho a 11 de agosto de 2024 em duas cidades da França. As partidas preliminares ocorreram na Arena 6 Paris Sul, em Paris, com a fase final a decorrer no Stade Pierre-Mauroy, em Lille. O formato permaneceu o mesmo desde 2000 para os homens e 2008 para as mulheres, com doze equipes em dois grupos se enfrentando em uma fase preliminar, seguido pelas eliminatórias aos oito primeiros, começando nas quartas de final e encerrando com as disputas finais pelo ouro e pelo bronze.

## Qualificação
Cada Comitê Olímpico Nacional (CON) poderia inscrever uma equipe no masculino e uma no feminino, cada uma com 14 jogadores, com base nos Campeonatos Mundiais de 2023, campeonatos continentais e torneios pré-olímpicos previamente definidos pelas federações de handebol, além de um pré-olímpico mundial para definir as últimas vagas.
Masculino
| Método                                  | Data                                  | Local            | Vagas | Classificados       |
| --------------------------------------- | ------------------------------------- | ---------------- | ----- | ------------------- |
| País-sede                               | —                                     | —                | 1     | França              |
| Campeonato Mundial Masculino de 2023    | 11–29 de janeiro de 2023              | Polónia · Suécia | 1     | Dinamarca           |
| Torneio Pré-Olímpico Asiático de 2023   | 18–28 de outubro de 2023              | Doha             | 1     | Japão               |
| Jogos Pan-Americanos de 2023            | 30 de outubro – 4 de novembro de 2023 | Santiago         | 1     | Argentina           |
| Campeonato Europeu de 2024              | 12–28 de janeiro de 2024              | Colônia          | 1     | Suécia              |
| Copa das Nações Africanas de 2024       | 17–27 de janeiro de 2024              | Cairo            | 1     | Egito               |
| Torneios Pré-Olímpicos Mundiais de 2024 | 11–17 de março de 2024                | Granollers       | 2     | Espanha · Eslovênia |
| Torneios Pré-Olímpicos Mundiais de 2024 | 11–17 de março de 2024                | Hanôver          | 2     | Alemanha · Croácia  |
| Torneios Pré-Olímpicos Mundiais de 2024 | 11–17 de março de 2024                | Tatabánya        | 2     | Hungria · Noruega   |
| Total                                   |                                       |                  | 12    |                     |

Feminino
| Método                                  | Data                                    | Local                                       | Vagas | Classificados           |
| --------------------------------------- | --------------------------------------- | ------------------------------------------- | ----- | ----------------------- |
| País-sede                               | —                                       | —                                           | 1     | França                  |
| Campeonato Europeu de 2022              | 4–20 de novembro de 2022                | Eslovênia · Macedônia do Norte · Montenegro | 1     | Dinamarca               |
| Torneio Pré-Olímpico Asiático de 2023   | 17–26 de agosto de 2023                 | Japão                                       | 1     | Coreia do Sul           |
| Copa das Nações Africanas de 2023       | 11–14 de outubro de 2023                | Angola                                      | 1     | Angola                  |
| Jogos Pan-Americanos de 2023            | 24–29 de outubro de 2023                | Santiago                                    | 1     | Brasil                  |
| Campeonato Mundial Feminino de 2023     | 30 de novembro – 17 de dezembro de 2023 | Dinamarca · Noruega · Suécia                | 1     | Noruega                 |
| Torneios Pré-Olímpicos Mundiais de 2024 | 8–14 de abril de 2024                   | Debrecen                                    | 2     | Hungria · Suécia        |
| Torneios Pré-Olímpicos Mundiais de 2024 | 8–14 de abril de 2024                   | Torrevieja                                  | 2     | Espanha · Países Baixos |
| Torneios Pré-Olímpicos Mundiais de 2024 | 8–14 de abril de 2024                   | Neu-Ulm                                     | 2     | Alemanha · Eslovênia    |
| Total                                   |                                         |                                             | 12    |                         |

## Nações participantes

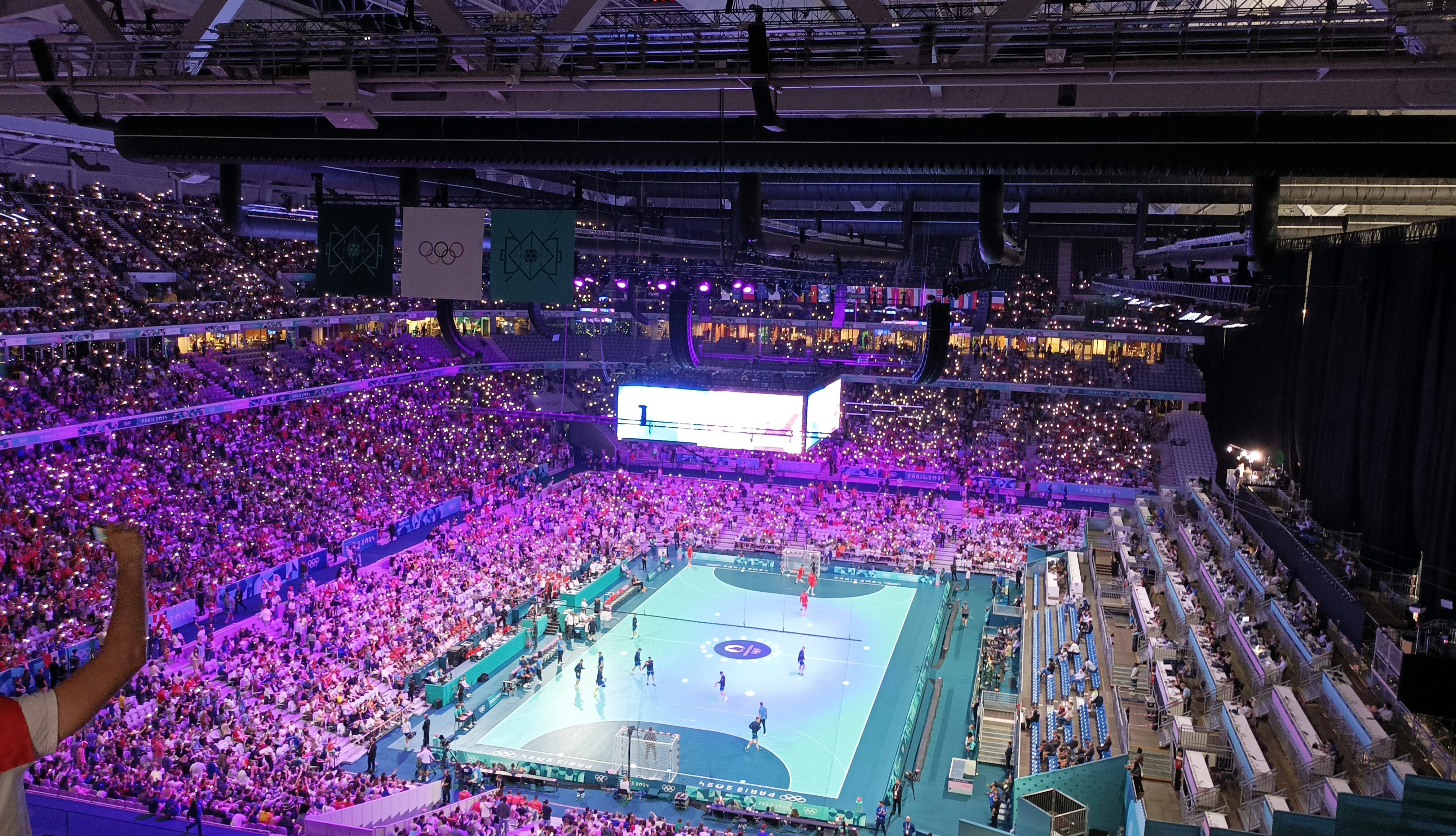
Stade Pierre-Mauroy durante as competições de handebol

| Nação             | Masculino | Feminino | Competidores |
| ----------------- | --------- | -------- | ------------ |
| GER Alemanha      | Yes       | Yes      | 30           |
| ANG Angola        | —         | Yes      | 14           |
| ARG Argentina     | Yes       | —        | 15           |
| BRA Brasil        | —         | Yes      | 16           |
| KOR Coreia do Sul | —         | Yes      | 14           |
| CRO Croácia       | Yes       | —        | 14           |
| DEN Dinamarca     | Yes       | Yes      | 31           |
| EGY Egito         | Yes       | —        | 15           |
| SLO Eslovênia     | Yes       | Yes      | 32           |
| ESP Espanha       | Yes       | Yes      | 30           |
| FRA França        | Yes       | Yes      | 33           |
| HUN Hungria       | Yes       | Yes      | 34           |
| JPN Japão         | Yes       | —        | 14           |
| NED Países Baixos | —         | Yes      | 14           |
| NOR Noruega       | Yes       | Yes      | 29           |
| SWE Suécia        | Yes       | Yes      | 31           |
| Total: 16 CONs    | 12        | 12       | 366          |

## Calendário
Os torneios de handebol foram realizados ao longo de 16 dias, com as disputas de medalhas no masculino em 10 de agosto e as decisões femininas no dia seguinte.
| G | Fase de grupos | QF | Quartas de final | SF | Semifinais | B | Disputa pelo bronze | F | Final |

| DataEvento | Qui 25 jul | Sex 26 jul | Sáb 27 jul | Dom 28 jul | Seg 29 jul | Ter 30 jul | Qua 31 jul | Qui 1 ago | Sex 2 ago | Sáb 3 ago | Dom 4 ago | Seg 5 ago | Ter 6 ago | Qua 7 ago | Qui 8 ago | Sex 9 ago | Sáb 10 ago | Sáb 10 ago | Dom 11 ago | Dom 11 ago |
| ---------- | ---------- | ---------- | ---------- | ---------- | ---------- | ---------- | ---------- | --------- | --------- | --------- | --------- | --------- | --------- | --------- | --------- | --------- | ---------- | ---------- | ---------- | ---------- |
| Masculino  |            |            | G          |            | G          |            | G          |           | G         |           | G         |           |           | QF        |           | SF        |            |            | B          | F          |
| Feminino   | G          |            |            | G          |            | G          |            | G         |           | G         |           |           | QF        |           | SF        |           | B          | F          |            |            |

## Medalhistas
| Evento             | Ouro | Prata | Bronze |
| ------------------ | --- | --- | --- |
| Masculino detalhes | Niklas Landin Jacobsen Niclas Kirkeløkke Magnus Landin Jacobsen Emil Jakobsen Rasmus Lauge Emil Nielsen Magnus Saugstrup Hans Lindberg Mathias Gidsel Henrik Møllgaard Mikkel Hansen Lukas Jørgensen Lasse Andersson Simon Hald Thomas Sommer Arnoldsen Simon Pytlick DEN Dinamarca          | David Späth Johannes Golla Luca Witzke Sebastian Heymann Justus Fischer Juri Knorr Julian Köster Renārs Uščins Kai Häfner Tim Hornke Andreas Wolff Rune Dahmke Lukas Mertens Christoph Steinert Marko Grgić Jannik Kohlbacher GER Alemanha                               | Gonzalo Pérez de Vargas Jorge Maqueda Alex Dujshebaev Rodrigo Corrales Adrià Figueras Imanol Garciandia Abel Serdio Agustín Casado Aleix Gómez Ian Tarrafeta Miguel Sánchez-Migallón Daniel Dujshebaev Kauldi Odriozola Daniel Fernández Javier Rodríguez ESP Espanha |
| Feminino detalhes  | Veronica Kristiansen Maren Nyland Aardahl Stine Skogrand Nora Mørk Stine Bredal Oftedal Silje Solberg-Østhassel Kari Brattset Dale Kristine Breistøl Vilde Ingstad Katrine Lunde Marit Røsberg Jacobsen Camilla Herrem Sanna Solberg-Isaksen Henny Reistad Thale Rushfeldt Deila NOR Noruega | Laura Glauser Méline Nocandy Alicia Toublanc Chloé Valentini Coralie Lassource Grâce Zaadi Cléopatre Darleux Laura Flippes Orlane Kanor Tamara Horacek Pauletta Foppa Estelle Nze Minko Oriane Ondono Lucie Granier Sarah Bouktit Léna Grandveau Hatadou Sako FRA França | Sandra Toft Sarah Iversen Helena Elver Anne Mette Hansen Kathrine Heindahl Line Haugsted Althea Reinhardt Mette Tranborg Kristina Jørgensen Trine Østergaard Louise Burgaard Mie Højlund Emma Friis Rikke Iversen Michala Møller DEN Dinamarca                        |

## Quadro de medalhas
| Ordem | País          | Medalha de ouro | Medalha de prata | Medalha de bronze |   | Ordem por total |
| ----- | ------------- | --------------- | ---------------- | ----------------- | - | --------------- |
| 1     | DEN Dinamarca | 1               |                  | 1                 | 2 | 1               |
| 2     | NOR Noruega   | 1               |                  |                   | 1 | 2               |
| 3     | GER Alemanha  |                 | 1                |                   | 1 | 2               |
|       | FRA França    |                 | 1                |                   | 1 | 2               |
| 4     | ESP Espanha   |                 |                  | 1                 | 1 | 2               |
| TOTAL | TOTAL         | 2               | 2                | 2                 | 6 | —               |